# Durchschnittserlös
Der Durchschnittserlös bezeichnet
- a) in der Kostentheorie den durchschnittlichen Erlös je Einheit einer verkauften Ware oder Dienstleistung.[1]
- b) bei der Energieversorgung den Durchschnittserlös der gesamten Stromabgabe des Energielieferanten an den Endverbraucher im vergangenen Kalenderjahr.

## Berechnung
Der Durchschnittserlös errechnet sich folgendermaßen:
{\displaystyle {\text{Durchschnittserloes}}={\frac {\text{Gesamterloes}}{\text{Absatz in Stueck- oder Leistungseinheiten}}}}
Der Schnittpunkt des Durchschnittserlöses mit den Durchschnittskosten ergibt die Nutzschwelle, also den Punkt, ab dem ein Unternehmen Gewinn erwirtschaftet.